# Atlantis Amalfi CS 1800

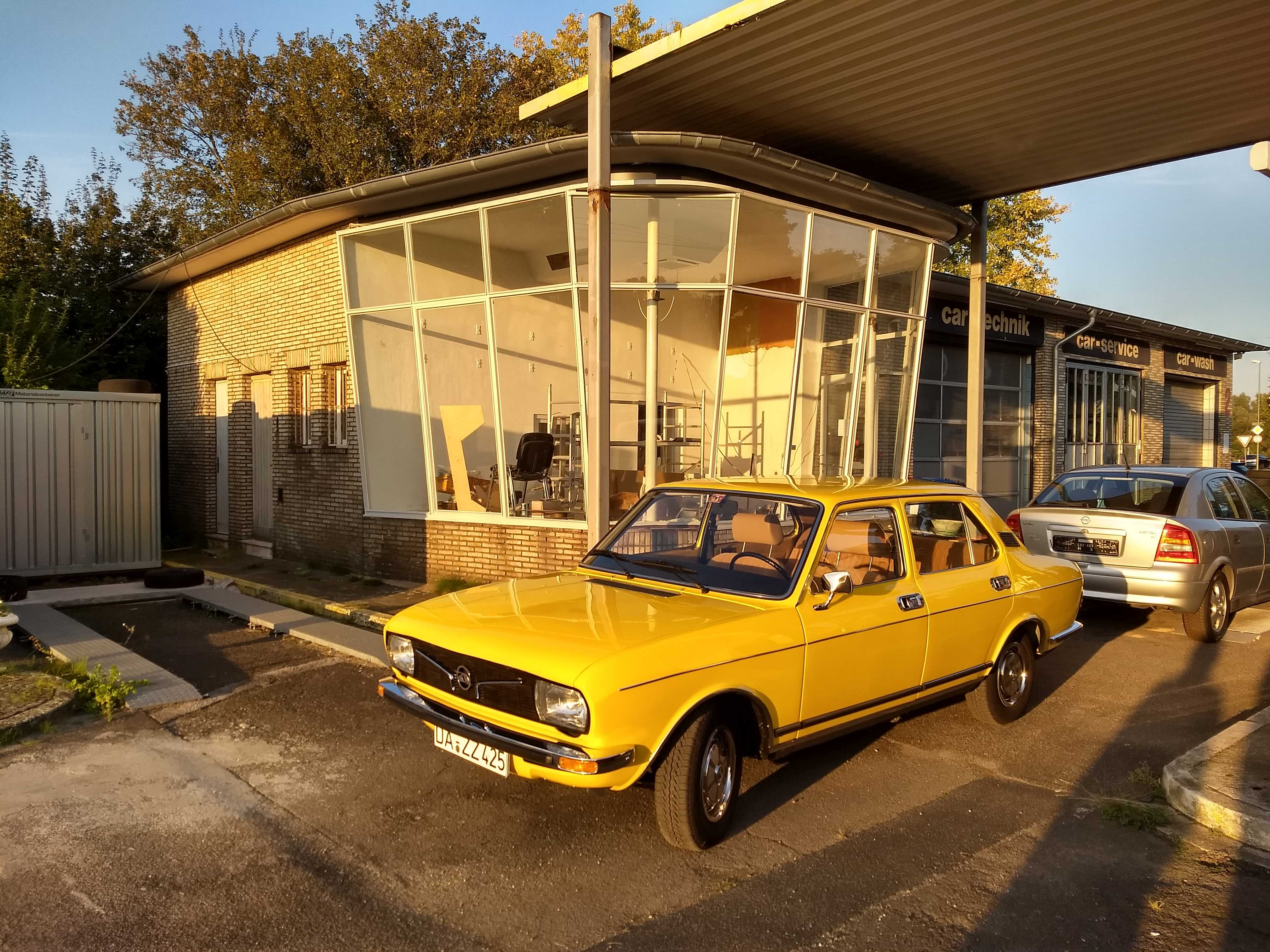
Amalfi CS 1800 (Nachbau)

Der Amalfi CS 1800 war eine viertürige Limousine des fiktiven Automobilherstellers Atlantis, von der 1974 ein Einzelstück als Requisite für die deutsche Fernsehserie PS – Geschichten ums Auto gebaut wurde. Etwa 1983 wurde das Auto verschrottet. 2020 stellte ein Enthusiast einen originalgetreuen Nachbau fertig.

## Entstehungsgeschichte
Der Amalfi CS 1800 spielte in der vom NDR produzierten und ab 1974 in vier Staffeln gedrehten Fernsehserie PS – Geschichten ums Auto eine zentrale Rolle. Die Serie behandelt Geschichten aus einem fiktiven Autohaus und die Erlebnisse seiner Mitarbeiter und Kunden. Eines der Themen war ein dauerdefektes Auto. Die Produktion entschied sich hierbei in der Planungsphase gegen die Verwendung eines handelsüblichen Serienfahrzeugs eines tatsächlich existierenden Herstellers, weil sie Klagen wegen Rufschädigung befürchtete. Stattdessen erfand sie den deutschen Autohersteller Atlantiswerke aus Hochheim am Main und dessen Familienlimousine Amalfi CS 1800, deren Bezeichnung durch Bezugnahme auf die Amalfiküste allerdings die Assoziation mit einem ausländischen, namentlich italienischen Auto zuließ. Als weitere Modelle der Atlantiswerke wurden der Kleinwagen Altessa und das Oberklassemodell Aldebaran erwähnt; gezeigt wurden diese Autos allerdings nicht.
Um realistische Szenen drehen zu können, ließ die Produktion einen fahrbereiten Amalfi CS 1800 aufbauen. Die Herstellung des Autos übernahm Günter Köppen, ein Fiat-Händler mit angeschlossener Automobilwerkstatt aus der schleswig-holsteinischen Stadt Tornesch. Basis war ein Fiat 132, der bei Köppen als Vorführwagen stand. Ziel war es, den Fiat so weit zu verfremden, dass das Basisfahrzeug nicht mehr ohne Weiteres erkennbar war. Die Umbauten fanden 1974 statt und kosteten 30.000 DM, was ungefähr dem Gegenwert eines Mercedes-Benz 350 SE entsprach.
Der Amalfi CS 1800 ist ein wesentliches Thema der ersten beiden Staffeln von PS. Als Vorführfahrzeug ist das Auto hellblau lackiert, nach Auslieferung an einen Kunden gelb. Gefahren wird der gelbe Amalfi von Volker Schmitting (Gerd Baltus) und seiner Familie. In der dritten Staffel ist das Auto nur noch Teil der Filmkulisse, in der vierten und letzten Staffel erscheint es in bunter Bemalung mit der Aufschrift Karzinom 6. Nach dem Ende der Fernsehserie ging der Amalfi durch eine Reihe privater Hände, unter anderem wurde er 1980 zum Hauptgewinn eines Preisausschreibens der Zeitschrift Funk Uhr. Im Sommer 1982 erlitt das Auto in Seligenstadt einen Brandschaden und wurde, nachdem Restaurierungsversuche gescheitert waren, 1983 bei einem Schrotthändler in Offenbach vernichtet.
Der Verbleib des Autos war jahrzehntelang unbekannt; der Amalfi CS 1800 galt als verschollen. Er wurde zu einem Synonym für Autos von schlechter Qualität. Unter Fans der Fernsehserie, aber auch unter Automobilliebhabern geriet er zum Kultobjekt und zum Gegenstand von Spekulationen. Auch außerhalb Deutschlands wurde noch Jahrzehnte nach der Einstellung der Fernsehserie über das Auto berichtet. Erst 2022 wurde die detailliert rekonstruierte Geschichte des Autos veröffentlicht.

## Modellbeschreibung

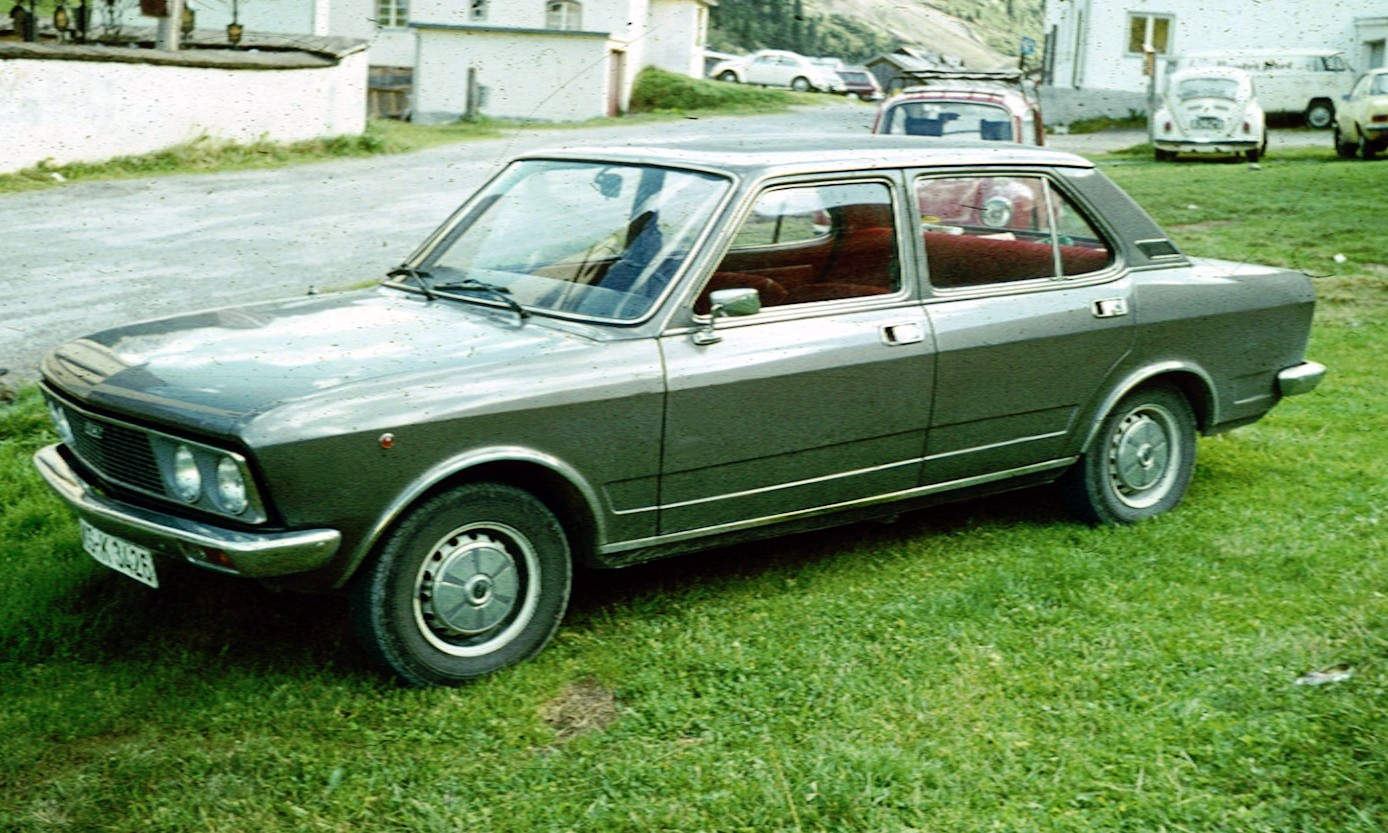
Fiat 132 (erste Serie)

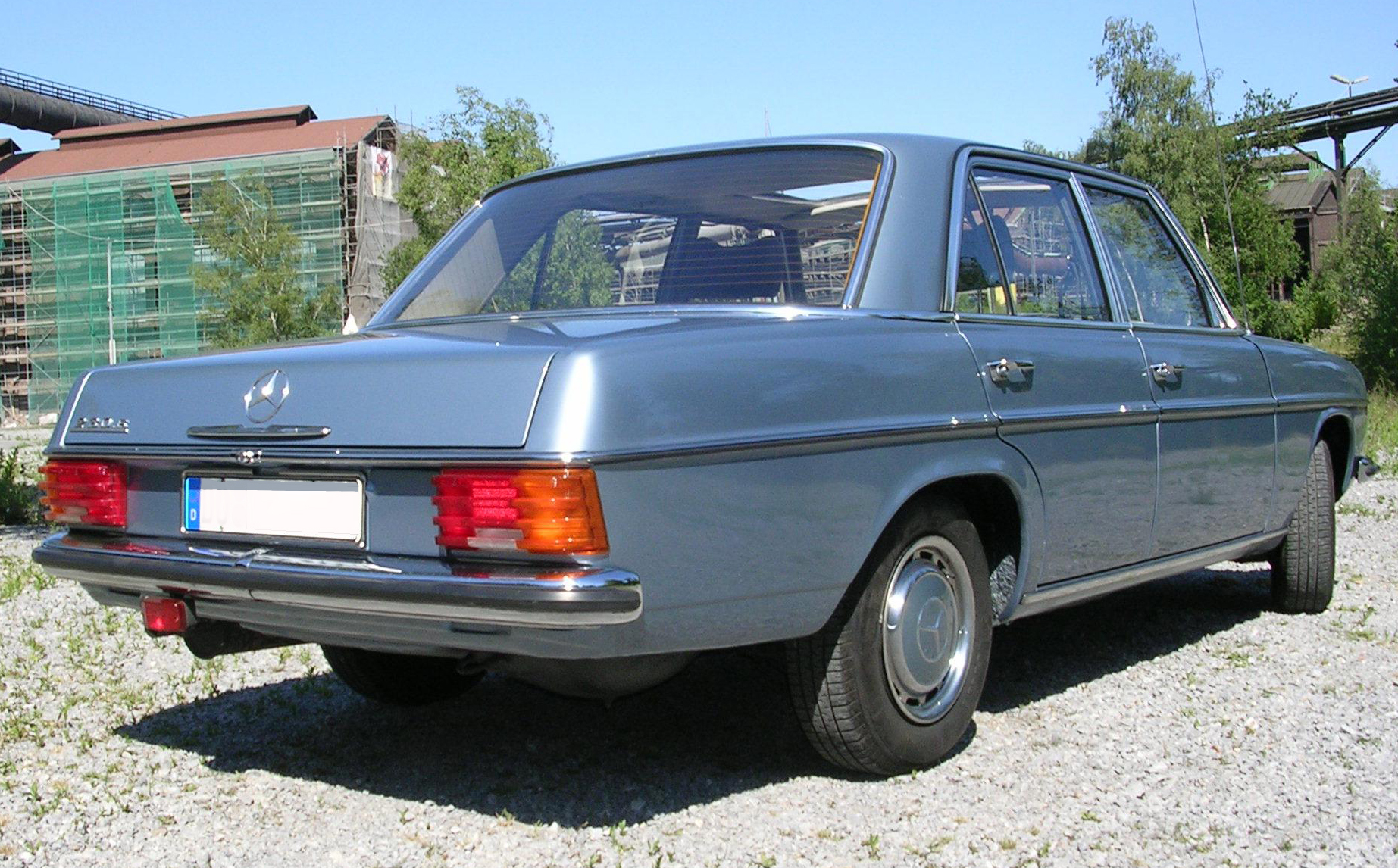
Heckpartie des Mercedes Strich-8

Technische Basis des Amalfi CS 1800 war ein Fiat 132 der ersten, von 1972 bis 1974 gebauten Serie, die sich von der zweiten, 1974 eingeführten Serie unter anderem durch kleinere Fensterflächen an den Seiten unterscheidet.
Die Antriebstechnik blieb unverändert, die Struktur des Aufbaus und die Verglasung ebenfalls. Die Karosserie der ursprünglich von Marcello Gandini gestalteten Limousine erhielt aber weitgehende Modifikationen, um eine möglichst umfassende Verfremdung zu erreichen. In erster Linie wurden Anbauteile anderer Fabrikate verwendet, außerdem gab es auch Änderungen der Linienführung.
Dem Fiat 132 wurden die Frontmaske und das Kühlergitter aus schwarzem Kunststoff des VW Passat B1 angepasst. Die auch für den damaligen Audi 80 verwendete Maske war für verschiedene Scheinwerferausführungen vorgesehen: Einfache und doppelte Rundscheinwerfer bei Audi und VW sowie Breitbandscheinwerfer nur bei Passat L. Die untere Aussparung für Rundscheinwerfer bei Audi und VW wurde dort bei den Varianten mit Doppel- und Breitbandscheinwerfern durch eine Zierleiste verdeckt. Da diese Leiste beim Amalfi nicht verwendet wurde, blieb die Rundscheinwerferaussparung im Frontblech als „Tränensack“ sichtbar. Die verchromten, V-förmig angeordneten Zierstäbe auf dem Kühlergitter stammten, umgekehrt angebracht, vom Neckar 850 Adria. Die seitlichen Lüftungsgitter, die an beiden Seiten der C-Säule montiert waren und die Originalteile des 132 an gleicher Stelle ersetzten, kamen vom Fiat 126. Der Kofferraum und die Heckpartie wurden neu gestaltet. Die Kofferraumlinie fällt beim Amalfi CS 1800 zum Heck hin stärker ab als beim Fiat 132. Die Rückleuchten, der Tankdeckel und das Heckblech des Amalfi CS 1800 stammten vom Mercedes-Benz Strich-8. Der Tankeinfüllstutzen wurde von der Seite ins Heckblech verlagert; dafür war die Konstruktion eines neuen Tanks erforderlich. Zierteile wurden von verschiedenen deutschen Serienfahrzeugen entnommen: die Rückspiegel vom VW K 70, die vordere Stoßstange vom VW Passat, die hintere Stoßstange vom BMW 02 und die seitlichen Stoßleisten vom BMW 5er (E12).
Der Innenraum wurde ebenfalls verfremdet. Anstelle des Bezugs aus Holzimitat erhielt der Armaturenträger einen Anstrich mit schwarzem Kräusellack. Fiats Kippschalter wurden durch große BOSCH-Zugschalter ersetzt. Die Mittelkonsole schließlich kam wiederum vom modellgepflegten BMW 02 ab 1971. Außerdem wurde die Kopfstützenform geändert und diese mit VW-Korbflechtmuster-Kunstleder bezogen.

## Nachbau
Ab 2017 initiierte ein Sammler aus Remagen einen Nachbau des Amalfi CS 1800. Technische Basis war der abgebildete Fiat 132 S 1600, der nachträglich mit der 1,8-Liter-Variante des damaligen Fiat-Doppelnockenwellenmotors „Bialbero Lampredi“ ausgestattet wurde. Der Umbau der Karosserie erfolgte in einer Fachwerkstatt in Düsseldorf. Im März 2020 nahm die GTÜ den zum Amalfi umgebauten Fiat mit H-Kennzeichen ab.

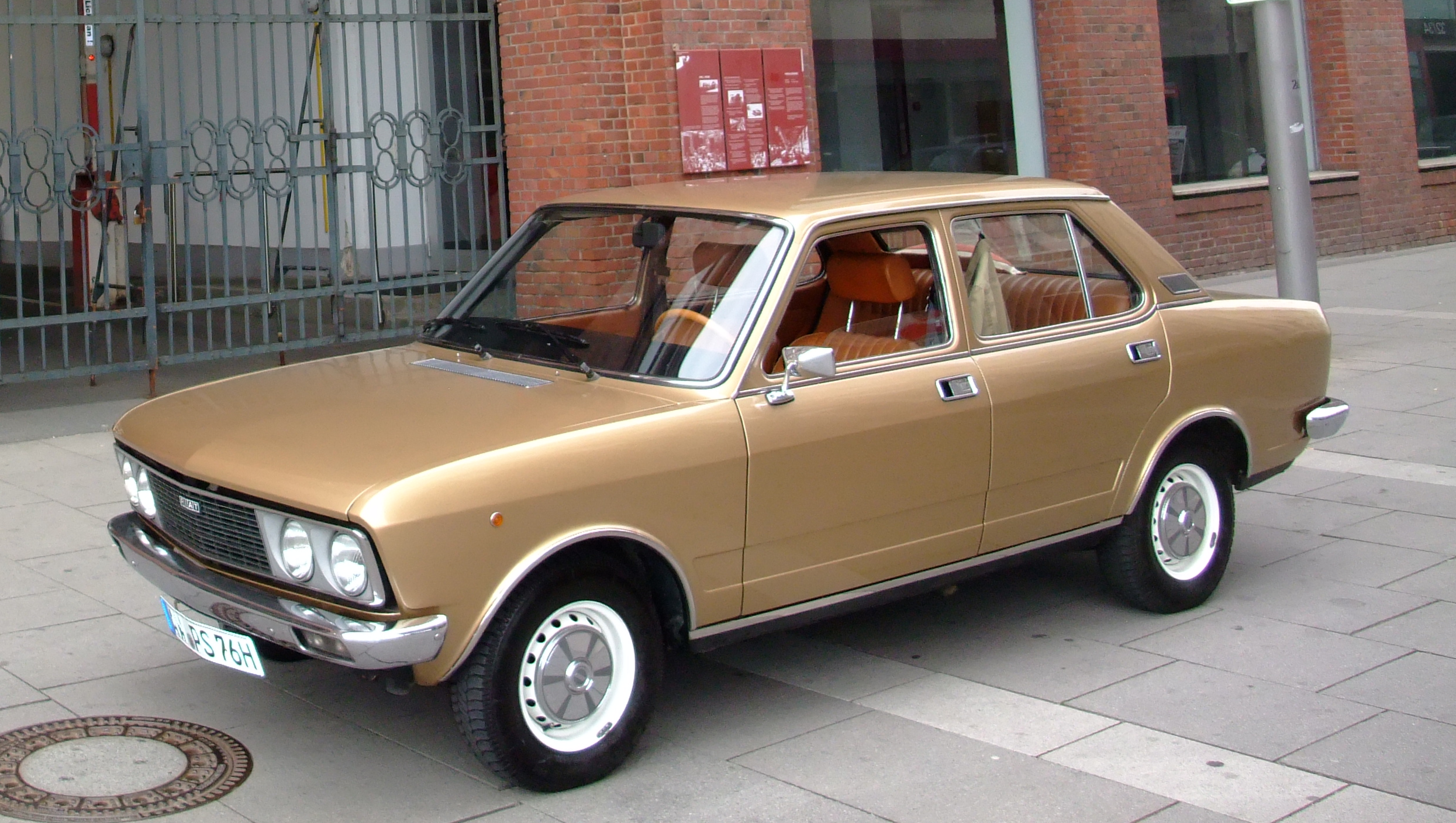
Basisfahrzeug Fiat 132 S 1600 – Front
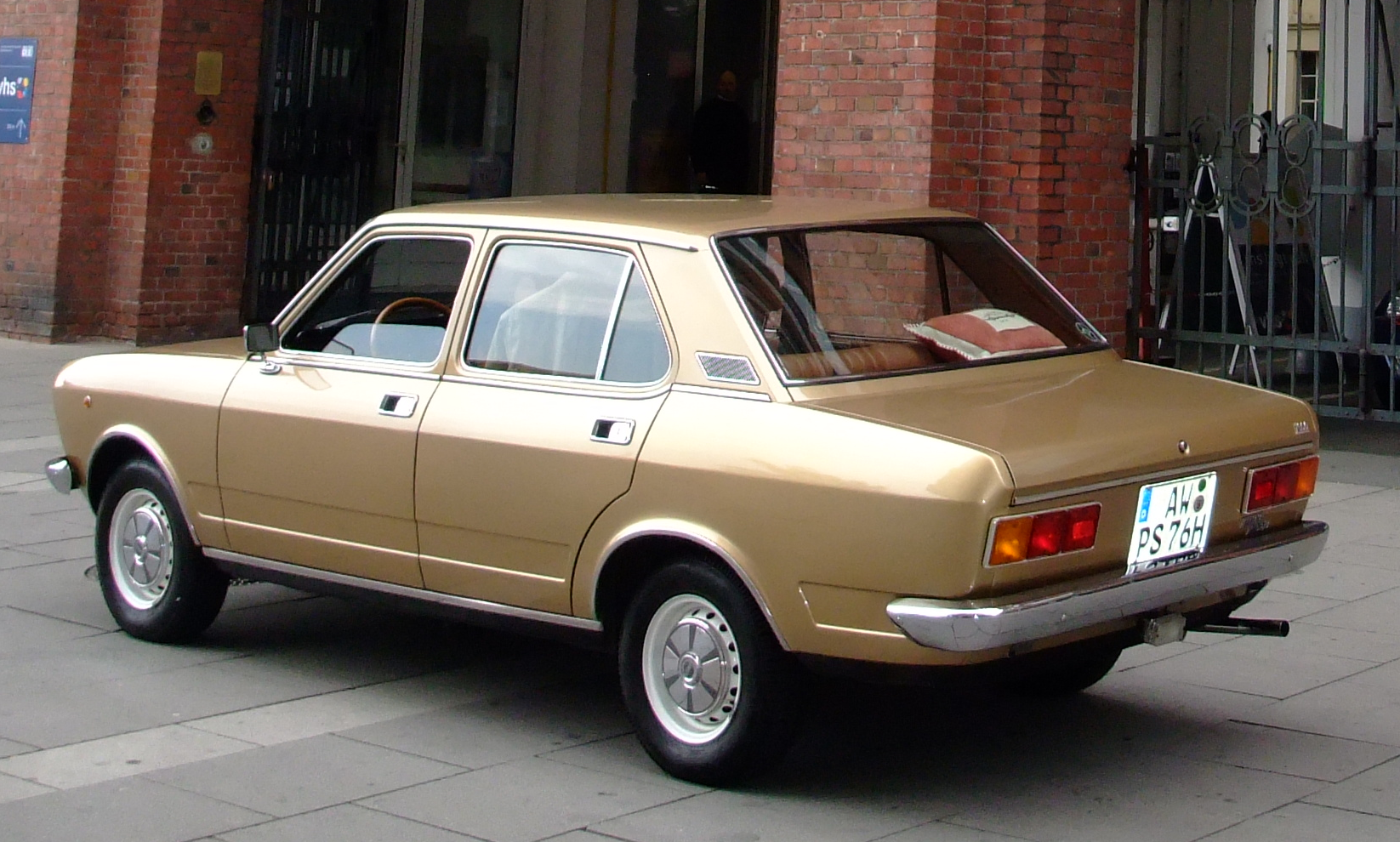
Basisfahrzeug Fiat 132 S 1600 – Heck
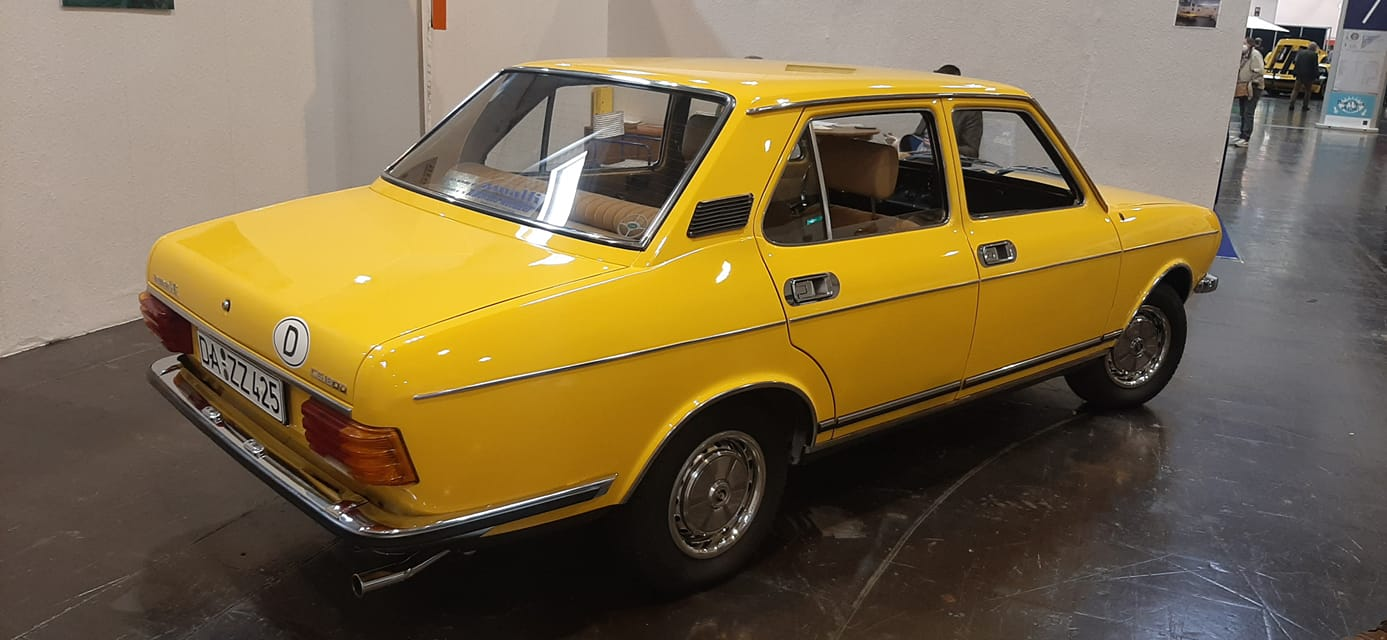
Nachbau Amalfi CS 1800 – Heck